# Clan Hamilton
Il clan Hamilton fu un antico clan scozzese, con estesi possedimenti nella Scozia centrale e meridionale, in particolare nell'Ayrshire, nel Lanarkshire e nel Lothians. La principale area di influenza degli Hamilton furono le Lowlands.

## Storia

### Origini

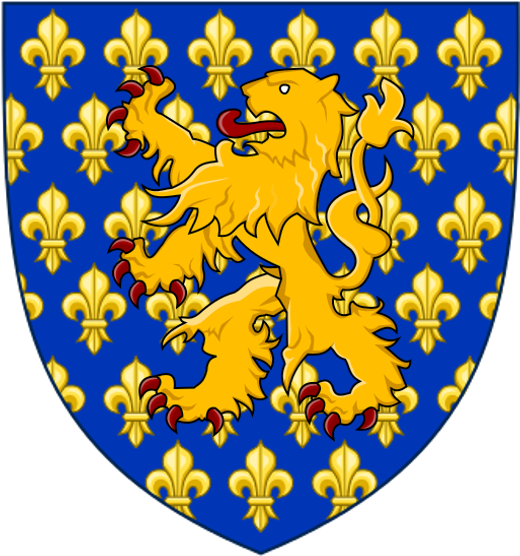
Stemma dei Beaumont adottato dal 1215

La famiglia Hamilton scozzese è autoctona. Il nome deriva dall'anglosassone Hamelton, con vari toponimi in Inghilterra.  Gli scozzesi li legano ai Beaumont della Loira.
La famiglia Hamilton, secondo la tradizione inglese, discenderebbe dalla famiglia Beaumont di Normandia, un ramo della quale avrebbe posseduto un castello ad Hamilton, nel Leicestershire; nello stemma degli Hamilton i tre cinquefogli deriverebbero dal singolo cinquefoglie dello stemma dei Beaumont.
Il primo personaggio appartenente alla famiglia e identificabile nei documenti fu William FitzGilbert, ricordato in una carta del 1294-1295 riguardante l'abbazia di Paisley. Inoltre, nel documento noto come Homage Roll del 1296, questo personaggio compare come "Walter fitz Gilbert de Hameldone", il cui padre, Gilbert, non può essere identificato con certezza.

L'abbazia di Paisley

Il nome della famiglia deriva forse da hamel dun, che in inglese moderno significa bare hill, ovvero "collina scoperta".

### Duecento e Trecento
Durante le Guerre d'indipendenza scozzesi Walter FitzGilbert (nato nel 1250 circa - morto prima del 1336) divenne castellano di Bothwell per conto degli Inglesi. In seguito appoggiò invece Roberto I di Scozia, a seguito della vittoria di questi nella battaglia di Bannockburn del 1314 e cedette il castello di Bothwell al Re di Scozia. Tra il 1315 e il 1329, il Re lo nominò cavaliere e gli concesse terre nel Renfrewshire e nel Lothians e la Baronia di Cadzow (attuale Hamilton nel Lanarkshire), incluso il castello di Cadzow, che in precedenza erano appartenuti a John Comyn.
Gli succedette come secondo Barone di Cadzow suo figlio, sir David fitz Walter (1310 circa-1374/1378), che fu un sostenitore del re Davide II e combatté nella battaglia di Durham, dove fu preso prigioniero insieme al Re. Suo figlio David Hamilton, terzo barone di Cadzow (1333 circa - 1392 circa) stabilì Hamilton come nome di famiglia.

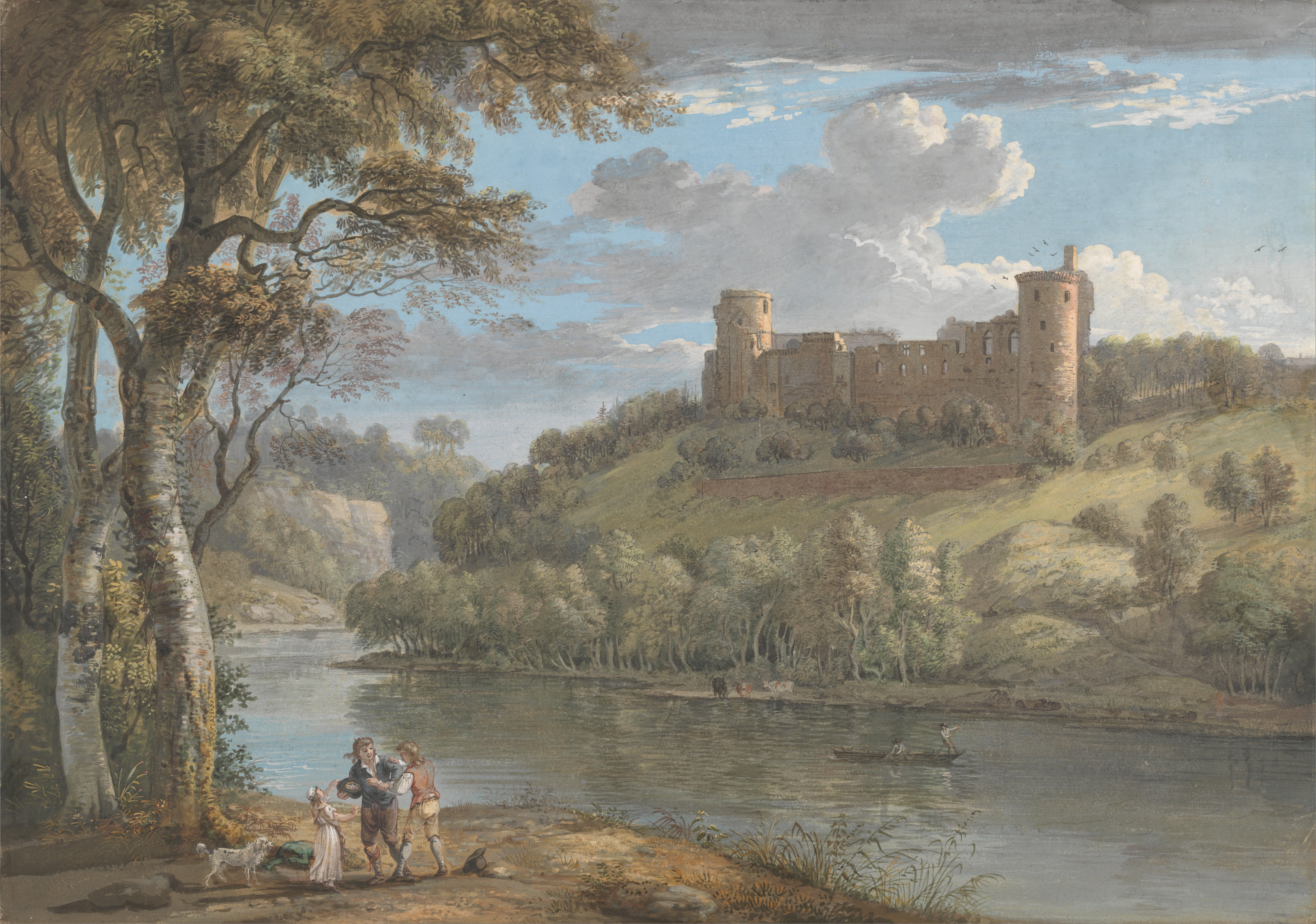
Il castello di Bothwell in un acquerello di Paul Sandby del 1777

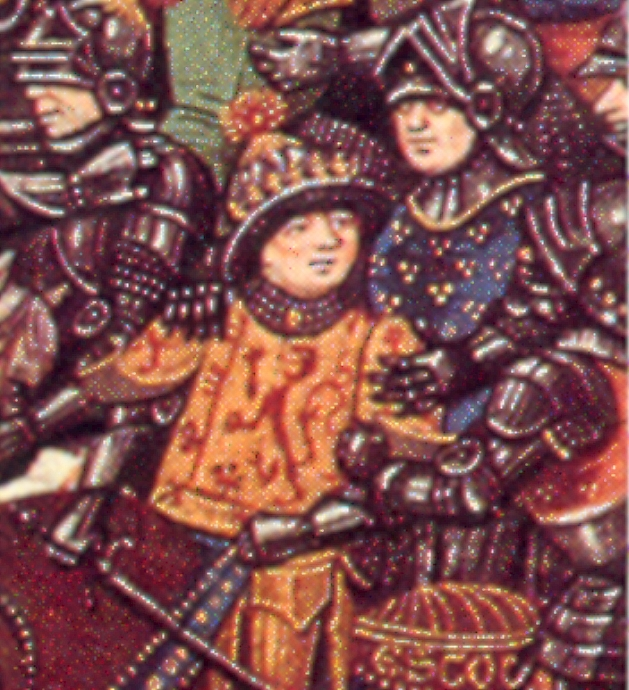
Re Davide II di Scozia nella battaglia di Durham

Il titolo passò quindi di padre in figlio a sir John Hamilton (prima del 1370 - 1402 circa), quarto barone di Cadzow e a sir James Hamilton, quinto barone di Cadzow (nato prima del 1397 e morto nel 1440 circa).

### Quattrocento

Stemma della famiglia nel XV secolo

Il figlio omonimo del quinto barone di Cadzow, sir James Hamilton (1415 circa - 1479), gli succedette inizialmente come sesto barone di Cadzow e venne infine creato lord del parlamento come lord Hamilton il 3 luglio del 1445. Al principio del 1474, sposò la principessa Maria, figlia del re Giacomo II e contessa di Arran in quanto vedova di Thomas Boyd, primo conte di Arran, imparentandosi con gli Stewart. 
L'unico figlio della coppia, omonimo del padre, sir James Hamilton secondo lord Hamilton (1475 circa - 1529), fu creato nuovamente primo conte di Arran. Nel 1490, quindicenne, sposò la tredicenne Elizabeth, figlia di lord Alexander Home e ritenuta già vedova di sir Thomas Hay, signore di Yester, figlio ed erede di sir John Hay: tuttavia quando si scoprì che sir Thomas Hay era ancora in vita, il matrimonio venne annullato. Più tardi sposò invece Janet Beaton di Creich, figlia di sir David Beaton di Creich e vedova di sir Robert Livingstone di Easter Wemyss e Drumry. 

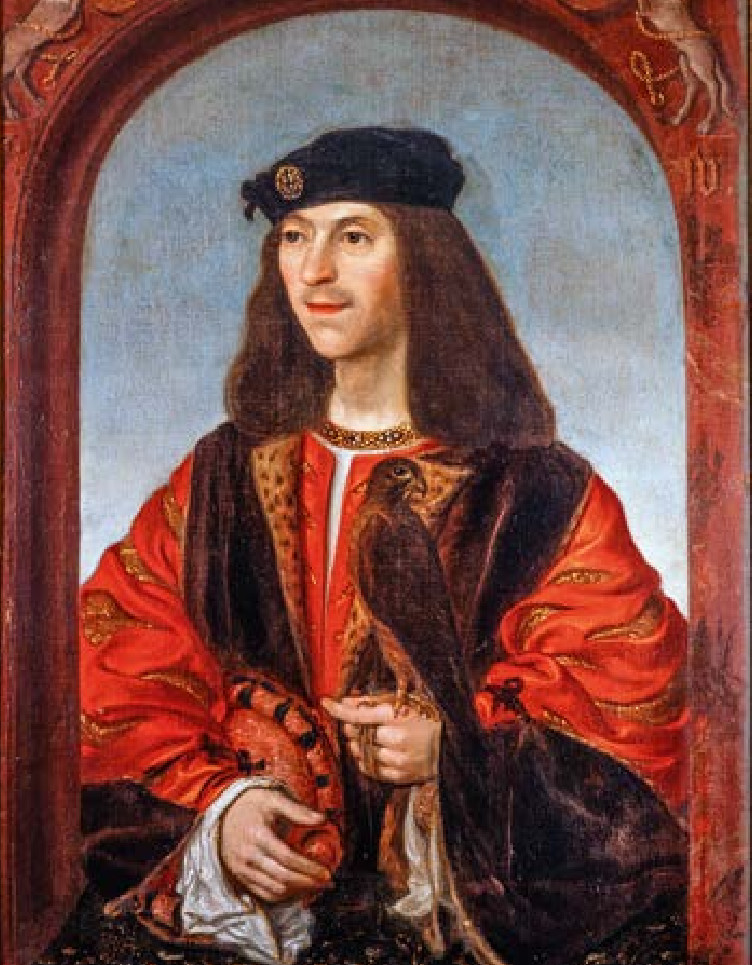
Re Giacomo IV di Scozia

Divenne consigliere privato del re Giacomo IV di Scozia, aiutando a concordare il suo matrimonio con la principessa Margherita Tudor, figlia del re Enrico VII d'Inghilterra, e ottenendo il titolo di conte di Arran, che gli venne attribuito l'8 agosto del 1503.

### Cinquecento

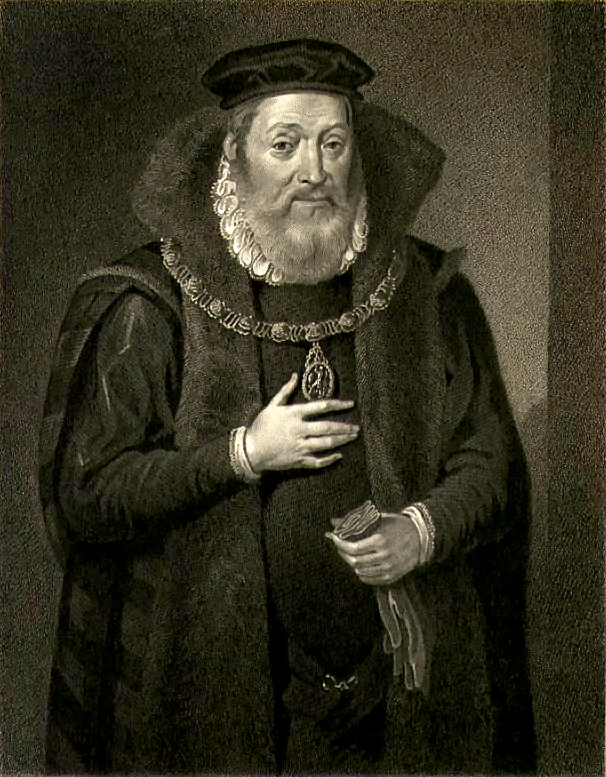
James Hamilton, II conte di Arran

Durante il XVI secolo gli Hamilton posero la loro sede sull'isola di Arran nel 1503 e per gran parte del secolo furono nella linea di successione alla corona reale: James Hamilton, secondo conte di Arran, fu erede al trono sia del re Giacomo IV di Scozia che della regina Maria di Scozia. Fu reggente di Scozia tra il 1542 ed 1554, e tutore della regina Maria. Nel 1545 guidò i suoi uomini nella battaglia di Ancrum Moor contro gli Inglesi. Fu creato in Francia Duca di Châtellerault nel 1548 per il suo aiuto nel concordare il matrimonio di Maria Stuart con il Delfino di Francia, poi re Francesco II, ma il ducato francese gli fu confiscato quando egli cambiò alleanza nel 1559.

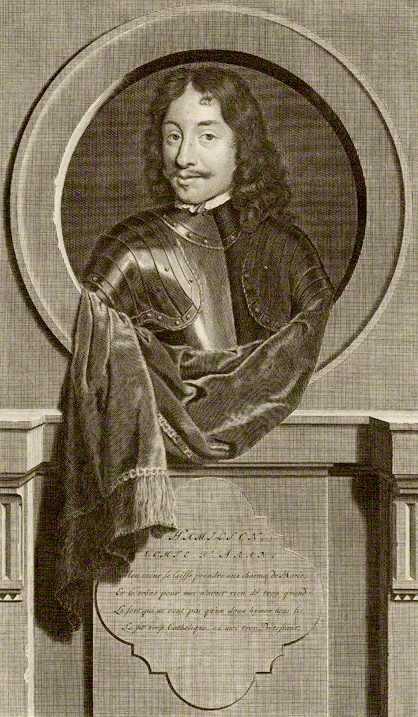
James Hamilton, III conte di Arran

Suo figlio primogenito, omonimo del padre (1532-1609), gli succedette come terzo conte di Arran e divenne comandante della garde du corps di Francesco II di Francia, ma divenne pazzo a 26 anni e rimase confinato per i successivi 47 anni della sua vita. Suo fratello minore, John Hamilton (1535-1604) (che venne designato come lord Hamilton, sebbene apparentemente senza giustificazione legale) fu incaricato di amministrare le proprietà del fratello. Fu castellano a Edimburgo e Stirling e venne creato primo marchese di Hamilton, conte di Arran e lord Aven il 17 aprile del 1599.

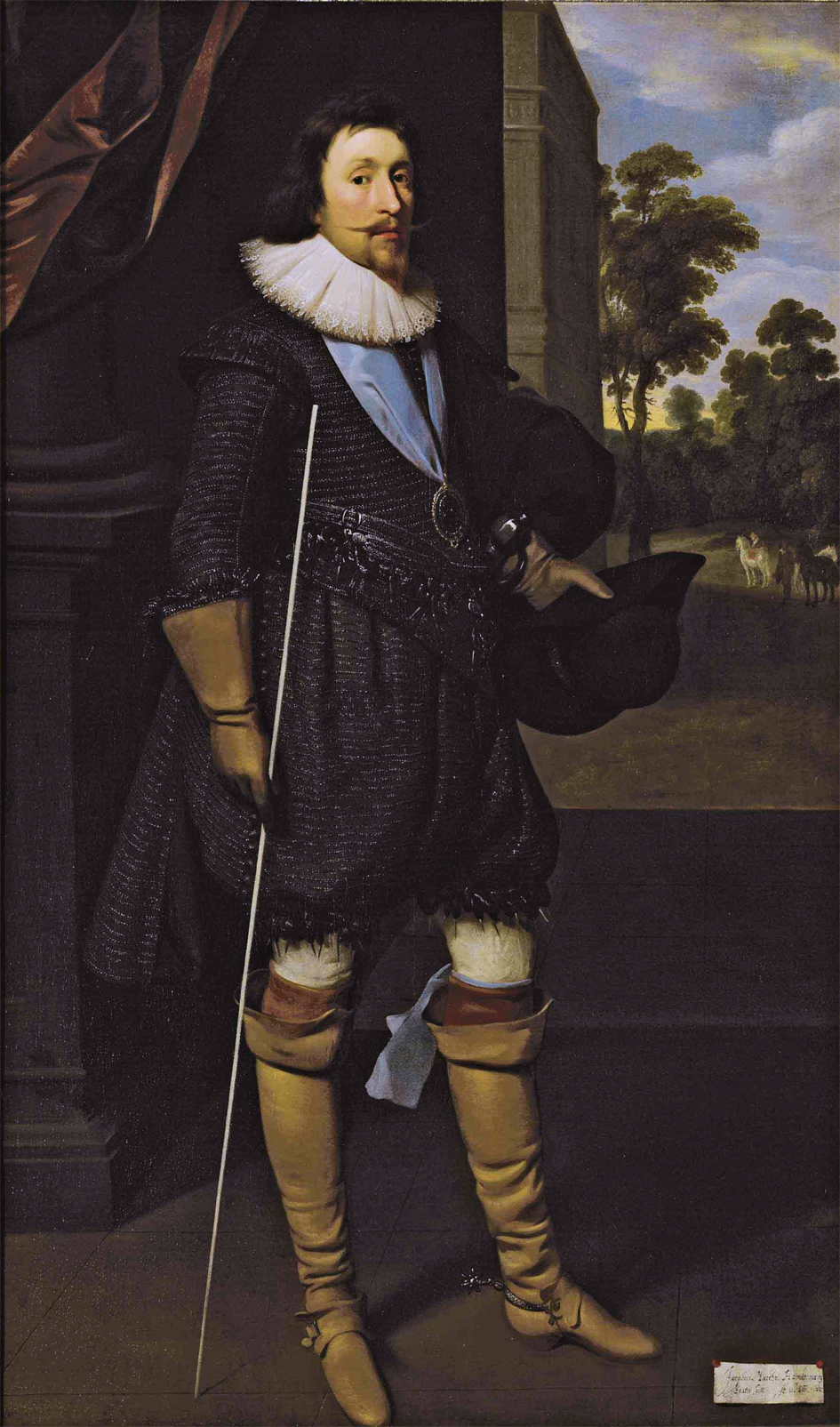
James Hamilton, II marchese di Hamilton ritratto di Daniël Mijtens, 1622-1624

Suo figlio James Hamilton (1589-1625) gli succedette come secondo marchese di Hamilton il 5 maggio 1608. L'anno seguente succedette inoltre a suo zio come quarto conte di Arran dalla creazione del titolo e come quinto lord Hamilton. In precedenza era stato creato lord Aberbrothwick o Arbroathe si era trasferito in Inghilterra insieme al re di Scozia Giacomo VI, divenuto Giacomo I d’Inghilterra. Acquistò le azioni della Somers Isles Company (parte della Virginia Company) dalla contessa di Bedford Lucy Russel e da lui riprese il nome la parrocchia di Hamilton nelle Isole Somers (ora Bermuda). Fu anche creato conte di Cambridge e barone Innerdale nella paria d’Inghilterra il 16 giugno 1619.

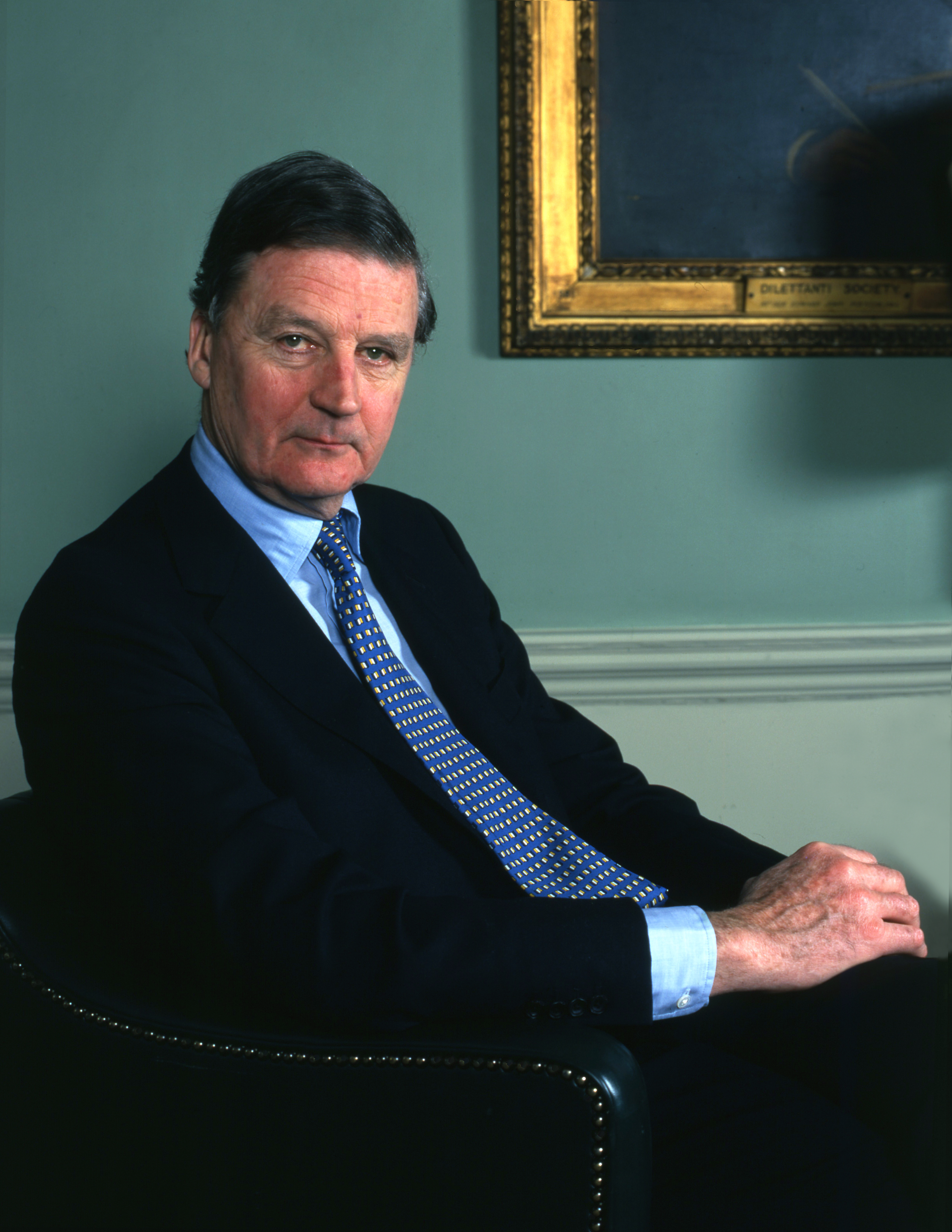
James Hamilton, V duca di Abercorn fotografato da Allan Warren

Precedentemente, nel 1587, un altro figlio del secondo conte di Arran, Claud Hamilton, era stato nominato primo lord Paisley. Aveva combattuto nella battaglia di Langside, ma negli ultimi anni della sua vita divenne anch'egli pazzo. Suo figlio James venne creato barone Abercorn nel 1603, e nel 1606 conte di Abercorn, lord Paisley, Hamilton, Mountcashell e Kilpatrick per l'assistenza prestata a re Giacomo VI di Scozia nell'Unione delle Corone. Premorì al padre, e suo figlio James succedette ai titoli paterni nel 1618. Egli già era stato creato barone Hamilton di Strabane nella parìa d'Irlanda nel 1617. Claud morì attorno al 1621 e suo nipote ereditò il suo posto nel parlamento. Il titolo irlandese vantava significative proprietà nelle contee di Tyrone e Ulster, e questa branca della famiglia è oggi rappresentata da James Hamilton, quinto duca di Abercorn. Gli Abercorn, pur come ramo minore della famiglia, sono gli "eredi maschi" alla guida del clan.

### Duchi di Hamilton

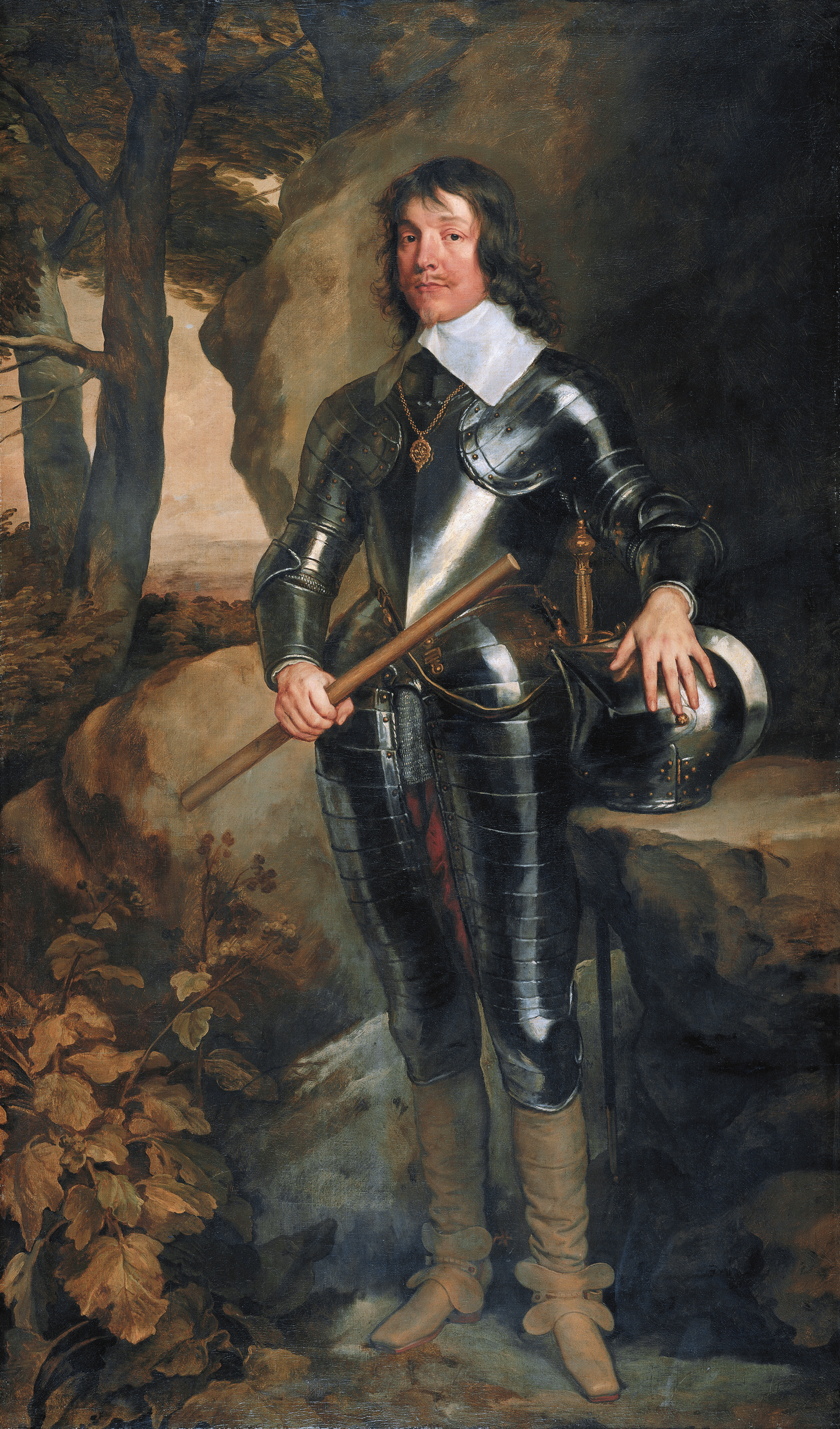
James Hamilton, I duca di Hamilton ritratto in tenuta militare da Anthony van Dyck

Il primo duca di Hamilton, James Hamilton (1606-1649), era succeduto nel 1625 al padre, suo omonimo (1589-1625), come terzo marchese di Hamilton e fu creato duca di Hamilton, marchese di Clydesdale, conte di Arran e Cambridge e lord di Aven e Innerdale il 12 aprile 1643,, per aver supportato il re Carlo I durante la guerra civile inglese. Venne decapitato col suo Re a Londra nel 1649.
Con la creazione del titolo ducale, una clausola speciale permise la successione al titolo attraverso la linea femminile nel caso che il primo Duca o suo fratello non avessero avuto eredi maschi. Il figlio del primo Duca, Charles, conte di Arran, morì giovane, e il titolo ducale e gli altri titoli connessi passarono dunque alla sua morte a suo fratello minore, William Hamilton, che era già stato creato Conte di Lanark e Lord Machanshire e Polmont il 31 marzo 1639.

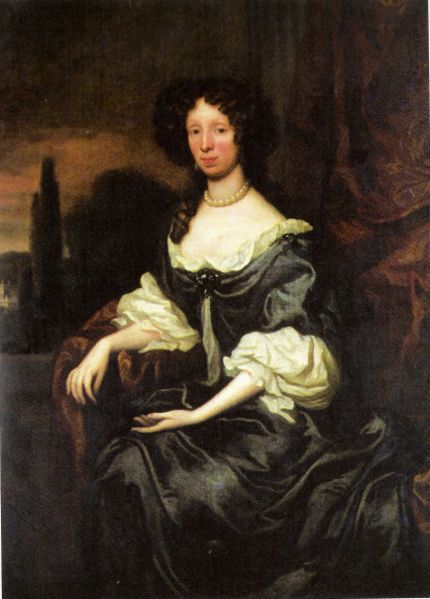
Ritratto di Anne Hamilton, III duchessa di Hamilton
Sir Godfrey Kneller, 1682

Secondo quanto stabilito dalla clausola speciale, i titoli del secondo Duca passarono, nel 1651 (anno della sua morte), alla figlia maggiore Anne Hamilton (1631-1716), che divenne terza Duchessa di Hamilton. Un atto di rinuncia e riassegnazione del 1650 le consentì di ereditare sia il Ducato e i titoli creati con esso, sia la Contea di Larnak e i titoli creati con essa. I titoli della Contea di Arran del 1503 e della Signoria di Hamilton si estinsero insieme agli altri titoli connessi (il Marchesato di Hamilton, la Contea di Arran del 1599 e le Signorie di Hamilton, Aven e Aberbrothwick nei pari di Scozia, e la Contea di Cambridge e la Baronia di Innerdale nei pari d'Inghilterra).

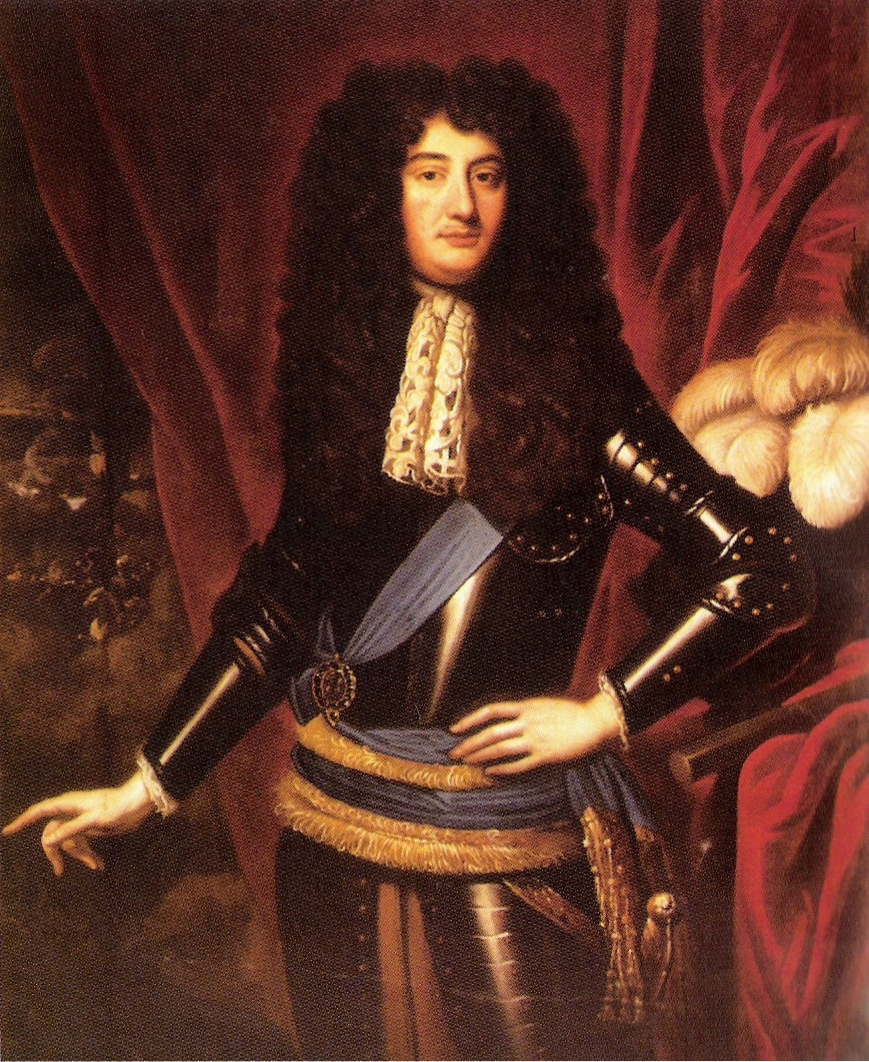
William Douglas, duca di Hamilton, ritratto di Sir Godfrey Kneller

Nel 1656 Anne Hamilton sposò William Douglas, terzo figlio maschio del primo Marchese di Douglas suo omonimo. Il marito della Duchessa era stato in precedenza creato Conte di Selkirk e Lord di Daer e Shortcleuch il 4 agosto 1646.. In seguito al matrimonio cambiò il suo cognome in Hamilton, e il 20 settembre 1660 fu creato Duca di Hamilton, Marchese di Clydesdale, Conte di Arran, Lanark e Selkirk e Lord Aven, Machanshire, Polmont e Daer a vita. Nel 1688 rinunciò alla Contea di Selkirk e alla Signoria di Daer e Shortcleuch, e questi titoli furono riassegnati al suo secondo figlio maschio, per evitare che si fondessero con i titoli connessi a quello di Duca di Hamilton.

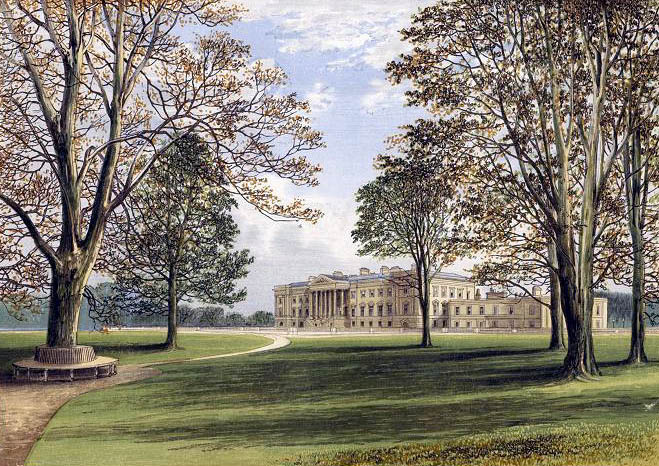
Hamilton Palace, l'ex residenza di famiglia ad Hamilton, circa 1880.

Hamilton Palace a Hamilton nel South Lanarkshire, sede della famiglia e del clan omonimo dal 1695, venne ostruito dalla duchessa Anne e da suo marito William Douglas: è la più grande residenza non appartenente ad un monarca in tutta Europa e raggiunse il massimo dell'estensione con Alexander e William Hamilton, decimo e undicesimo duca di Hamilton, a metà del XIX secolo.

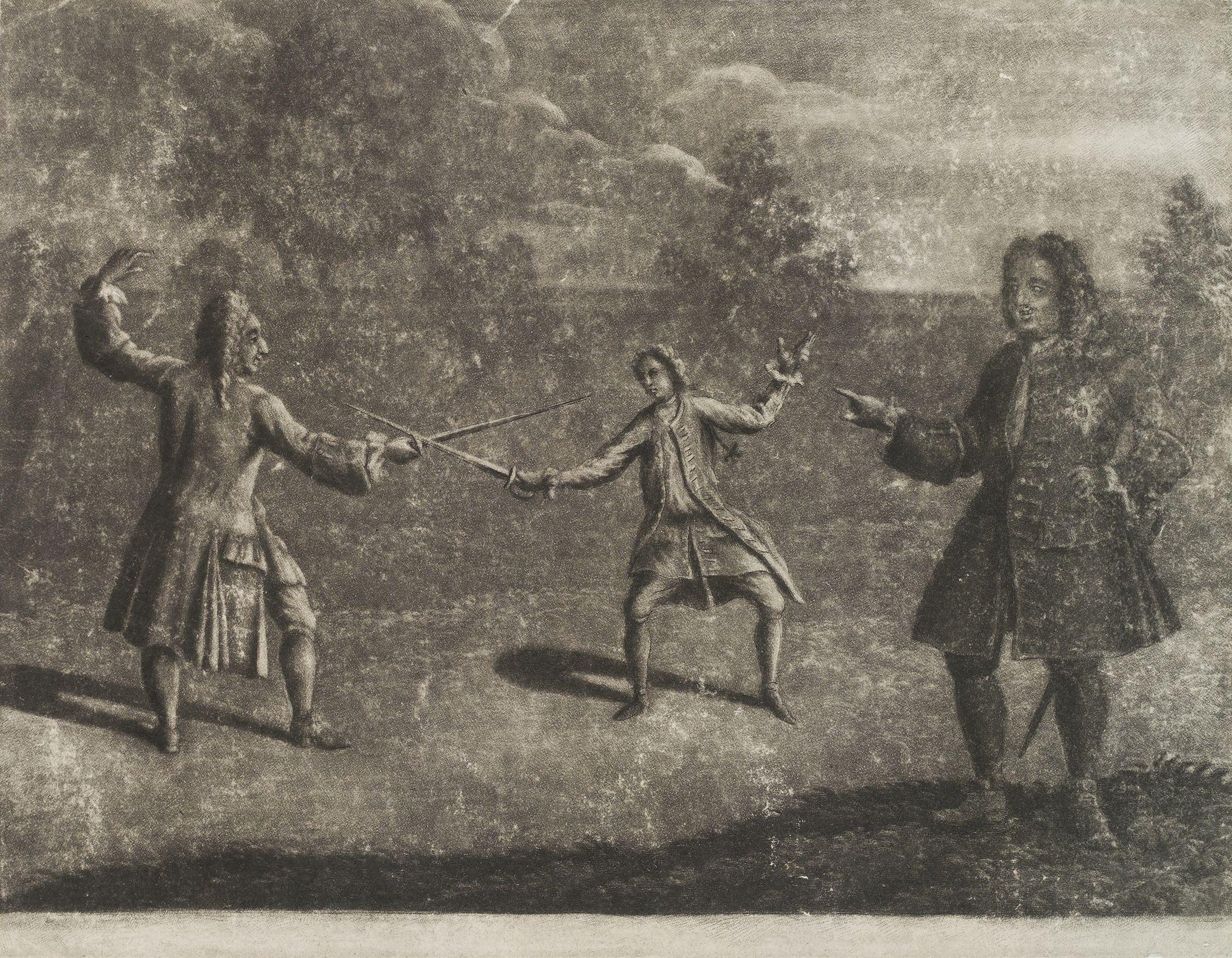
James Hamilton, IV duca di Hamilton e Charles Mohun duellano ad Hyde Park

Il 9 luglio 1698 la Duchessa Anne rinunciò a tutti i suoi titoli in favore del figlio maggiore, James Hamilton (1658-1712), che le successe come quarto Duca di Hamilton mentre la madre era ancora in vita (suo padre era morto nel 1694). Durante il passaggio all'Atto di unione del 1707, il quarto Duca fu il leader del partito anti-unitario. Fu creato Duca di Brandon nella contea di Suffolk e Barone Dutton, nella contea di Chester, nella paria di Gran Bretagna, il 10 settembre 1711, ma gli fu negata la partecipazione al Parlamento della Gran Bretagna sotto quel titolo (sebbene continuasse a partecipare alle seduta come rappresentante tra pari). Fu ucciso in duello con il Barone Charles Mohun (che morì anch'esso) ad Hyde Park a Londra il 15 novembre 1712.

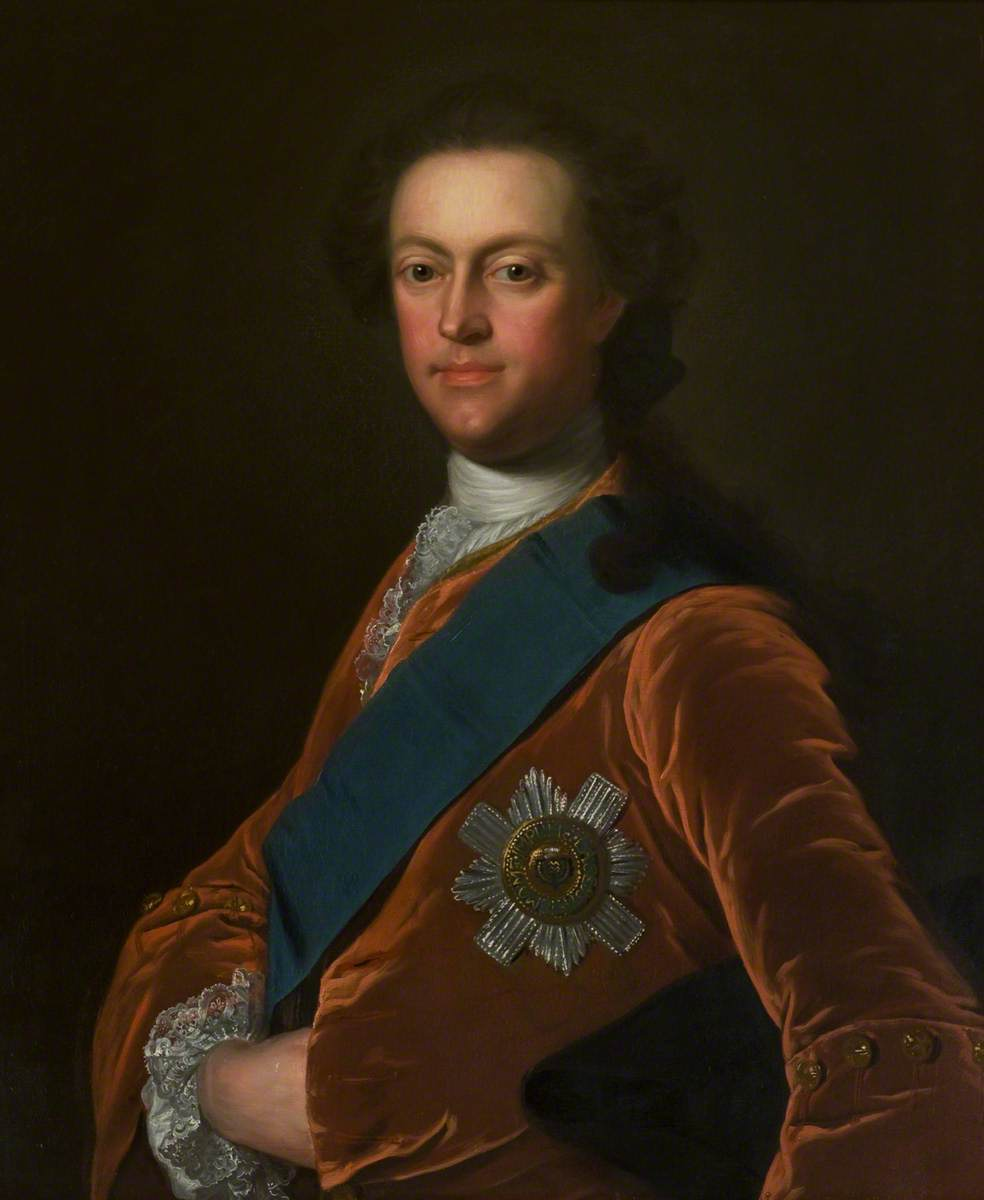
Ritratto di James Hamilton, V duca di Hamilton, con indosso le vesti dell'Ordine del Cardo di William Hoare

Gli successe come quinto Duca il figlio James Hamilton (1703-1743) e a questi il proprio figlio omonimo, sesto Duca di Hamilton e terzo Duca di Brandon (1724-1758). Il figlio di quest'ultimo, James Hamilton (1755-1769), gli successe come settimo Duca di Hamilton e quarto Duca di Brandon. Nel 1761 divenne erede del casato Douglas, essendo morto senza eredi il primo Duca di Douglas Archibald Douglas, suo secondo cugino: ottenne i titoli minori del Ducato (sebbene non il titolo di Duca) e divenne pertanto quarto Marchese di Douglas, quattordicesimo e quarto Conte di Angus e quarto Lord di Abernethy e Jedburgh Forest.

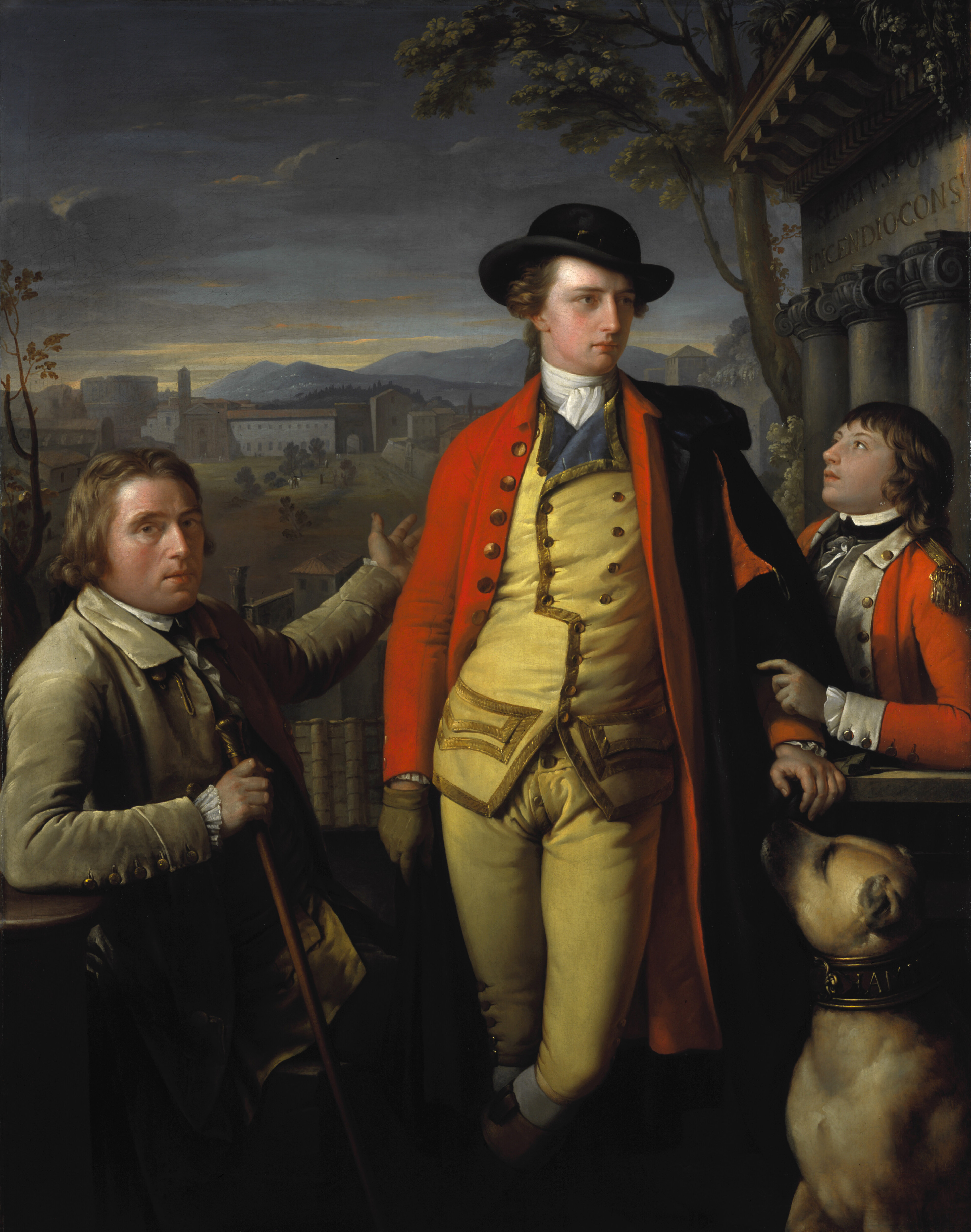
Douglas Hamilton, VIII duca di Hamilton ritratto col Dr John Moore e suo figlio John durante il Grand Tour da Gavin Hamilton tra il 1775 e il 1777. Oggi questo dipinto è custodito nella Scottish National Portrait Gallery

Alla sua morte senza figli tutti i suoi titoli passarono al fratello Douglas Hamilton, ottavo Duca di Hamilton e quinto Duca di Brandon (1756-1799). Poiché anche il fratello morì senza figli maschi, il titolo passò al loro zio, fratello minore del padre, Archibald Hamilton, nono Duca di Hamilton e sesto Duca di Brandon (1740-1819). A questi successe il figlio Alexander Hamilton, decimo Duca di Hamilton e settimo Duca di Brandon (1767-1852), e poi il nipote William Hamilton, undicesimo Duca di Hamilton e ottavo Duca di Brandon (1811-1863). Il figlio di quest'ultimo, William, dodicesimo Duca di Hamilton e nono Duca di Brandon, ottavo Conte di Selkirk (1845-1895), cambiò il proprio cognome in Douglas-Hamilton e morì senza eredi maschi.

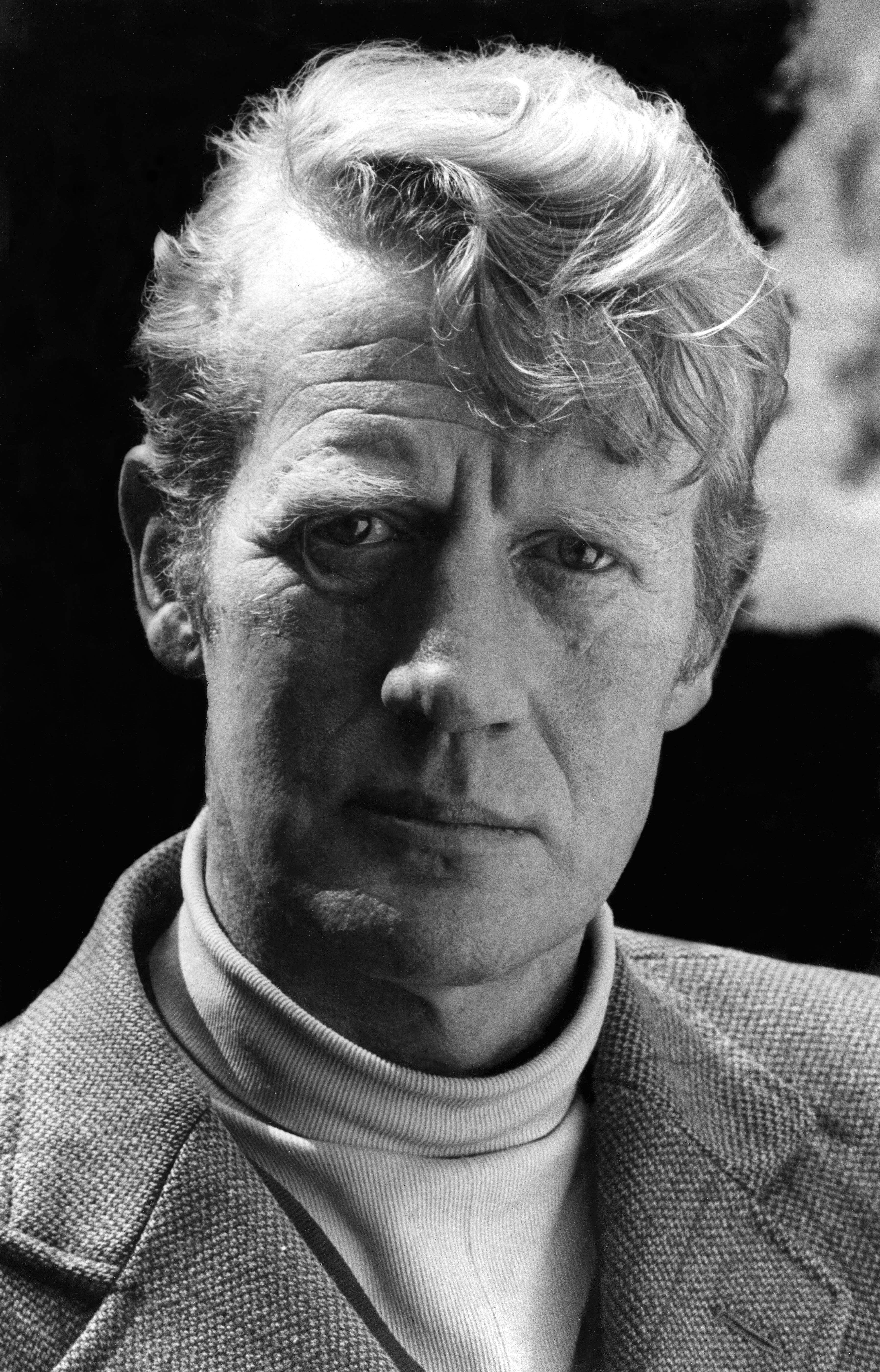
Angus Douglas-Hamilton, XV duca di Hamilton fotografato da Allan Warren

Il Ducato passò in eredità a Alfred Douglas-Hamilton, tredicesimo Duca di Hamilton e decimo Duca di Brandon (1862-1940), che era un discendente del quarto Duca di Hamilton, la cui linea familiare aveva adottato il cognome "Douglas-Hamilton". Gli successero il figlio Douglas, quattordicesimo Duca di Hamilton e undicesimo Duca di Brandon (1903-1973), e quindi il nipote Angus, quindicesimo Duca di Hamilton e dodicesimo Duca di Brandon (1938-2010). L'attuale detentore del titolo è il figlio di quest'ultimo, Alexander, sedicesimo Duca di Hamilton (nato nel 1978).

## Castelli e residenze
- Lennoxlove House, East Lothian

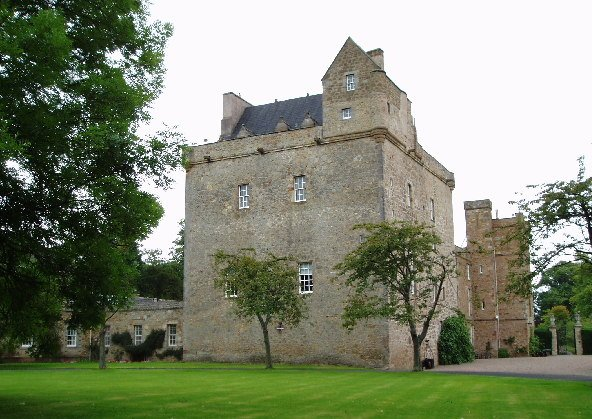
Lennoxlove House

- Hamilton Palace, Hamilton, Lanarkshire
- Castello di Brodick, Brodick, Isola di Arran
- Castello di Cadzow, Hamilton, Lanarkshire
- Castello di Craignethan, South Lanarkshire
- Holyroodhouse, Edimburgo
- Castello di Kinneil, Bo'ness, West Lothian
- Castello di Lochranza, Lochranza, Isola di Arran
- Redhouse Tower, Longniddry, East Lothian

## Baroni feudali di Cadzow
- Walter fitz Gilbert, primo barone di Cadzow (nato nel 1250 circa - morto prima del 1336);
- David fitz Walter, secondo barone di Cadzow (1310 circa-1374/1378), figlio del precedente
- David Hamilton, terzo barone di Cadzow (1333 circa - 1392 circa), figlio del precedente;
- John Hamilton, quarto barone di Cadzow (prima del 1370 - 1402 circa), figlio del precedente
- James Hamilton, quinto barone di Cadzow (prima del 1397 - 1440 circa), figlio del precedente
- James Hamilton, sesto barone di Cadzow e creato primo lord Hamilton nel 1445 (1415 circa - 1479), figlio del precedente.

## Lord Hamilton
- James Hamilton, sesto barone di Cadzow e creato primo lord Hamilton nel 1445 (1415 circa - 1479)
- James Hamilton secondo lord Hamilton, creato primo conte di Arran nel 1503 (1475 circa - 1529), figlio del precedente.

## Conti di Arran (seconda creazione dal 1503)

Stemma degli Hamilton, conti di Arran

- James Hamilton secondo lord Hamilton, creato primo conte di Arran nel 1503 (1475 circa - 1529)
- James Hamilton, secondo conte di Arran e duca di Châtellerault in Francia tra il 1548 e il 1559 (1516 circa - 1575), figlio del precedente
- James Hamilton, terzo conte di Arran (1533/1538-1609, privato del titolo tra il 1579 e il 1585), figlio del precedente
- James Hamilton quarto conte di Arran nel 1609 e secondo marchese di Hamilton nel 1604 (1589-1625), figlio del fratello minore del precedente.

## Marchesi di Hamilton
- John Hamilton creato primo marchese di Hamilton (1535-1604), fratello minore di James Hamilton, terzo conte di Arran
- James Hamilton quarto conte di Arran nel 1609 e secondo marchese di Hamilton nel 1604 (1589-1625), figlio del precedente

## Duchi di Hamilton
- James Hamilton (1606-1649), primo duca di Hamilton, figlio del quarto conte di Arran e secondo marchese di Hamilton
- William Hamilton (1616-1651), secondo duca di Hamilton, fratello minore del precedente
- Anne Hamilton (1631 circa - 1716), terza duchessa di Hamilton, figlia del precedente, che sposò William Douglas (1635-1694), primo conte di Selkirk e creato a vita duca di Hamilton;
- James Hamilton, quarto duca di Hamilton e creato primo duca di Brandon nel 1711 (1658-1712), figlio dei precedenti.

## Duchi di Hamilton e Brandon

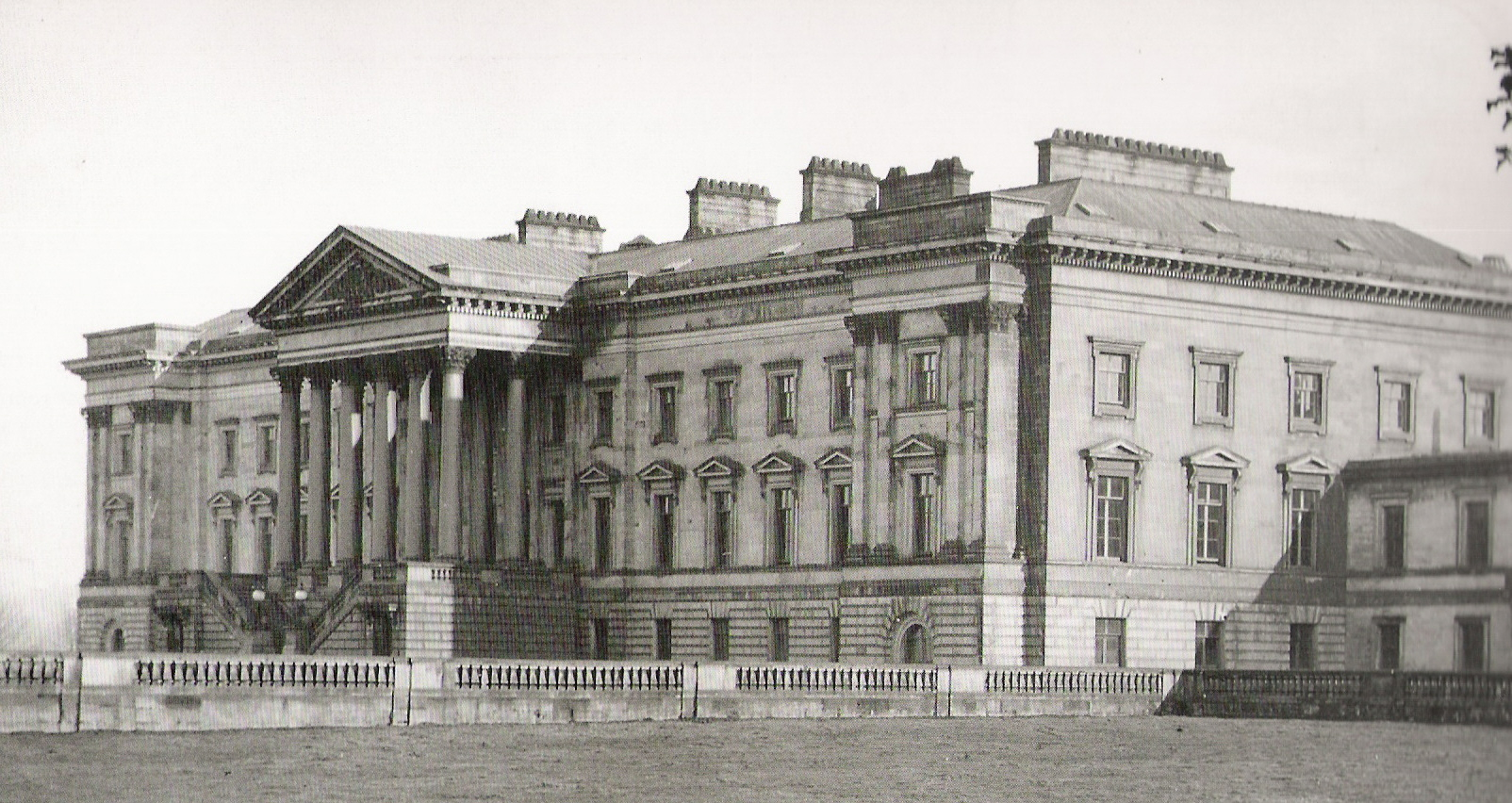
Hamilton Palace nel 1916

- James Hamilton, quarto duca di Hamilton e creato primo duca di Brandon nel 1711 (1658-1712)
- James Hamilton, quinto duca di Hamilton e secondo duca di Brandon (1703-1743), figlio del precedente
- James Hamilton, sesto duca di Hamilton e terzo duca di Brandon (1724-1758), figlio del precedente
- James Hamilton, settimo duca di Hamilton e quarto duca di Brandon (1755-1769), figlio del precedente; ereditò inoltre i titoli di quarto marchese di Douglas e di conte di Angus da Archibald Douglas, morto senza eredi nel 1761
- Douglas Hamilton, ottavo duca di Hamilton e quinto duca di Brandon (1756-1799), fratello del precedente
- Archibald Hamilton, nono duca di Hamilton e sesto duca di Brandon (1740-1819), zio del precedente (fratello minore del padre)
- Alexander Hamilton, decimo duca di Hamilton e settimo duca di Brandon (1767-1852), figlio del precedente
- William Hamilton (William Alexander Anthony Archibald Hamilton) undicesimo duca di Hamilton e ottavo duca di Brandon (1811-1863), figlio del precedente
- William Douglas-Hamilton (William Alexander Louis Stephen Douglas-Hamilton), dodicesimo duca di Hamilton e nono duca di Brandon, ottavo conte di Selkirk (1845-1895), figlio del precedente, cambiò il proprio cognome in Douglas-Hamilton
- Alfred Douglas-Hamilton, tredicesimo duca di Hamilton e decimo duca di Brandon, nono conte di Selkirk (1862-1940), quarto cugino del precedente, discendendente dal terzo figlio del quarto duca di Hamilton, lord Anne Hamilton (1709-1748), tramite Charles Powell Hamilton (1747-1825), che era suo bisnonno.
- Douglas Douglas-Hamilton, quattordicesimo duca di Hamilton e undicesimo duca di Brandon (1903-1973), figlio del precedente
- Angus Douglas-Hamilton, XV duca di Hamilton, quindicesimo duca di Hamilton e dodicesimo duca di Brandon (1938-2010), figlio del precedente
- Alexander Douglas-Hamilton, XVI duca di Hamilton sedicesimo duca di Hamilton e tredicesimo duca di Brandon (nato nel 1978), figlio del precedente